# Filip Terčelj
Filip Terčelj, slovenski duhovnik, pisatelj, pesnik, publicist in mučenec, * 2. februar 1892, Grivče, † 7. januar 1946, Davča.

## Življenje in delo
Rodil se je v kmečki družini očetu Janezu in materi Mariji (rojena Rustja).
Obiskoval je škofijsko gimnazijo v Šentvidu med letoma 1905 in 1913 (maturiral 1913), nato je obiskoval bogoslovje v Ljubljani, posvečen 1917, bil kaplan v Škofji Loki med 1917 in 1921, nato je študiral na socialni pedagoški fakulteti v Kölnu, metode prosvetnega dela pa v Kolpingovih ljudsko-prosvetnih ustanovah v Mönchengladbachu. Leta 1922 je v Gorici ustanovil in bil tajnik Prosvetne zveze, duhovni vodja in katehet v slovenskem zavodu Alojzijevišče, član ožjega književnega odseka GMD med letoma 1924 in 1929, ko je fašizem zatrl vse delo. Po smrti bazoviških žrtev je bil Terčelj zaprt 30. decembra 1931, obsojen leta 1932 na 5 let konfinacije v Campobasso, čez leto dni je bil po posredovanju cerkvenih oblasti izpuščen, ni pa smel opravljati nobene službe. 
Zato se je umaknil v Ljubljano, tu je bil med 1934 in 1945 suplent za nemščino in profesor verouka na II. državni gimnaziji (danes Poljanska gimnazija) in kurat v prisilni delavnici, kjer je zbiral dijaštvo in prirejal številne glasbeno-gledališke predstave. Dijakom je pomagal tudi materialno, reševal ljudi, ki so imeli težave z oblastmi (Tomšičevi, Brecljevi). Še med študijem je organiziral slovenske rudarje na Vestfalskem, ustanovil prvo zasebno šolo v Hambornu; na Goriškem prosvetna društva s tečaji in knjižnicami, dramski in telovadni odseki (leta 1925 že 12.000 članov v 162 društvih). 
Po vojni je bil zopet zaničevan in se ni mogel nikjer ustaliti. Drugi duhovniki so pripomogli, da je skupaj s Francem Krašnjo, upravljal župniji Davča in Sorica. 7. januarja 1946 sta se oba navedena odpravljala v peš proti Železnikom, da bi od tam šla z avtobusom v Ljubljano. Na poti sta ju zajela aktivista, člana KPS, ju odpeljala v nasprotno smer proti Podbrdu in ju v Štulcovi grapi pod Davčo predala pripadnikom KNOJ, ki so bili nastanjeni na meji. Ti so ju zahrbtno ustrelili in zakopali na mestu. Domačini so najprej našli brevir, ki jim je pokazal, kje je grob. Kasneje so oba prekopali na davško pokopališče.

## Literarno delo
Pisal je poezijo in prozo. Objavljal v več revijah tistega časa (katoliških). Bil je tudi urednik. Pisal je tudi vzgojne spise.